# Archibald Knox
Pour les articles homonymes, voir Knox.
Archibald Knox (9 avril 1864 - 22 février 1933) est un peintre et un designer mannois, né de parents écossais au village de Cronkbourne (Tromode, île de Man).

## Biographie
Il étudie à la Douglas School of Art puis travaille avec Baillie Scott avant d'aller à Londres en 1897, comme créateur pour le Silver Studio.
Il est surtout connu pour sa collaboration avec Christopher Dresser et pour son travail d'inspiration celte pour la firme Liberty and Co, avec laquelle il collabora de 1899 à 1917. Pendant cette période, il réalisa pour Liberty and Co des bijoux et des objets divers en argent ou en étain, comme des vases, des miroirs ou des coffrets, mais également des ornements de jardin en terre cuite, des tapis, des motifs de papiers peints et de tissus, et même quelques meubles, maîtrisant parfaitement chaque discipline.
Très inspiré par les préceptes du mouvement Arts & Crafts, il est considéré comme l'un des artistes les plus importants de l'Art Nouveau au sein du Royaume-Uni, au même titre que l'écossais Charles Rennie Mackintosh.
Au niveau pictural, son style est influencé par les paysages de son île natale. Matthew Richardson, conservateur du département d'histoire sociale au Manx National Heritage, dit de lui : « Knox passait ses journées à arpenter la campagne mannoise. L'héritage de l'île de Man le captivait réellement. L'imagerie et la mythologie de l'île ont eu un énorme impact sur son œuvre, en particulier les anciennes croix gravées celtiques et vikings que l'on trouve ici. » Il est notamment l'illustrateur d'une édition de Manx Fairy Tales de Sophia Morrison (1859-1917).
Archibald Knox fut également professeur et illustrateur. En 1933, il meurt d'insuffisance cardiaque.

## Galerie de ses œuvres

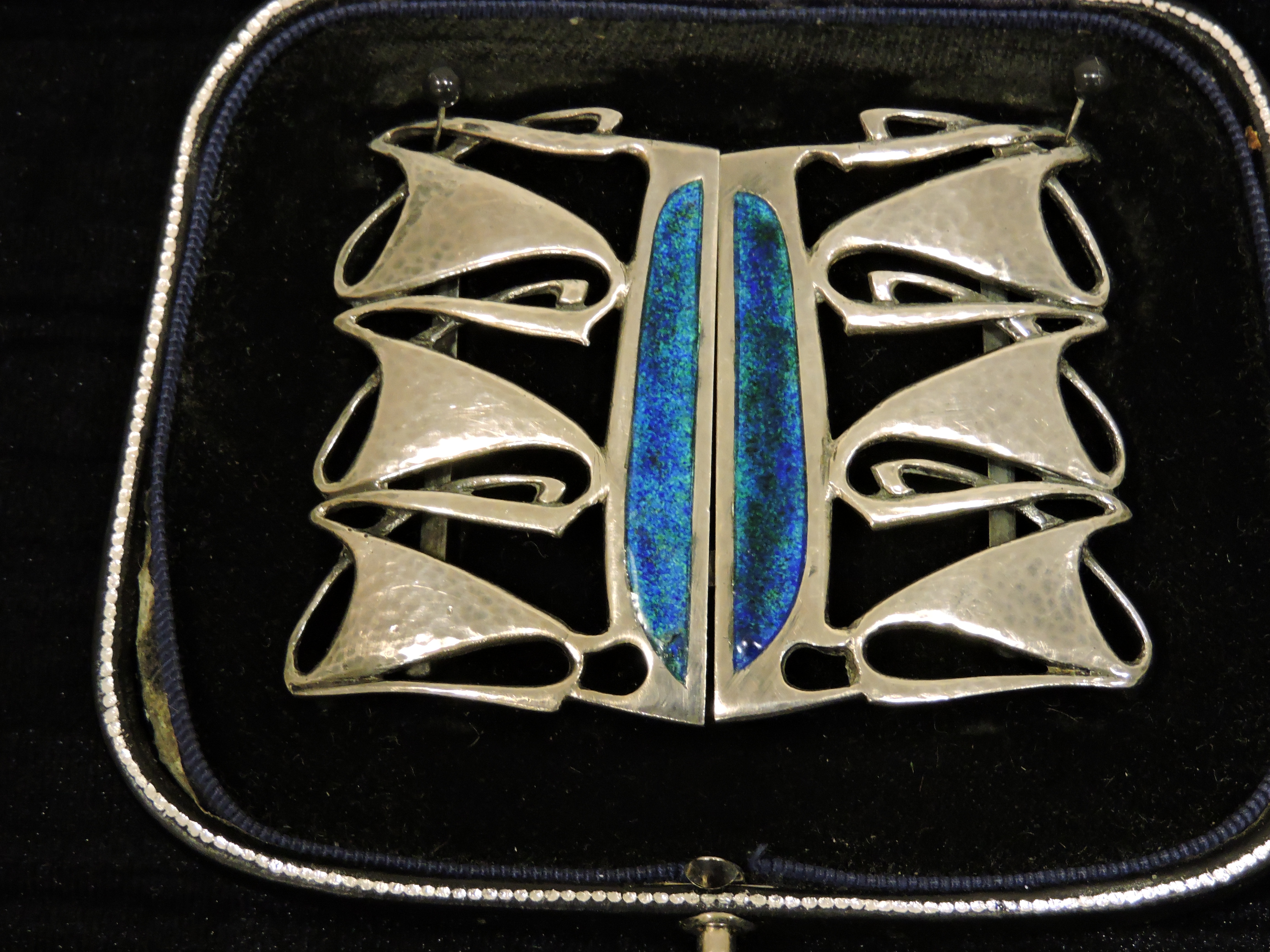
Boucle de ceinture signée Knox.
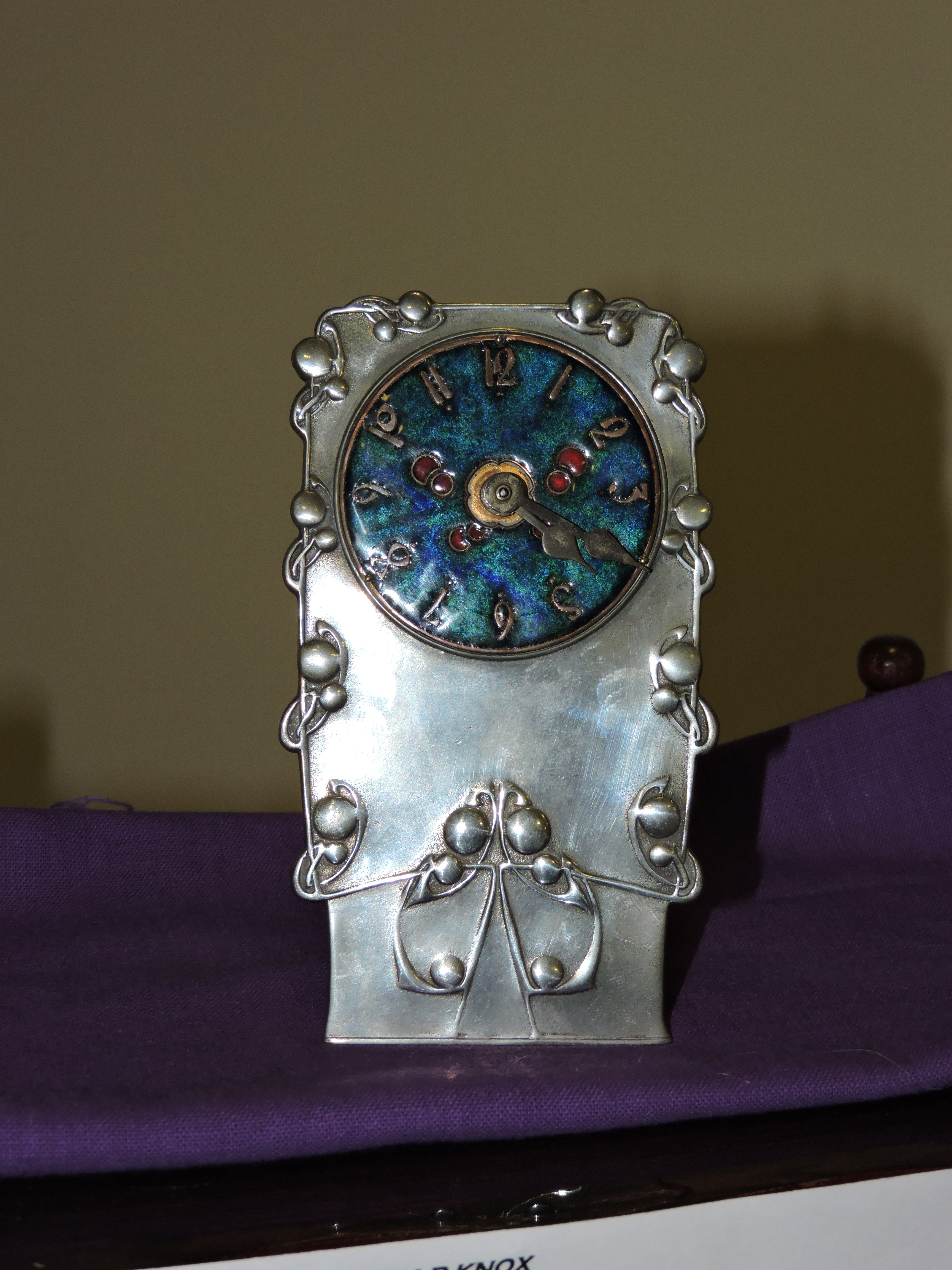
Une horloge 'chevalet' style 0608 signée Knox.
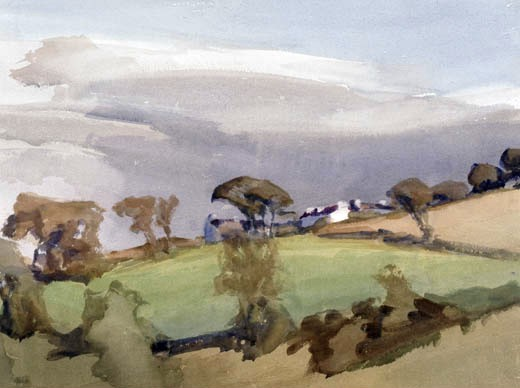
Lhergy, aquarelle de Knox, 41 x 55 cm.
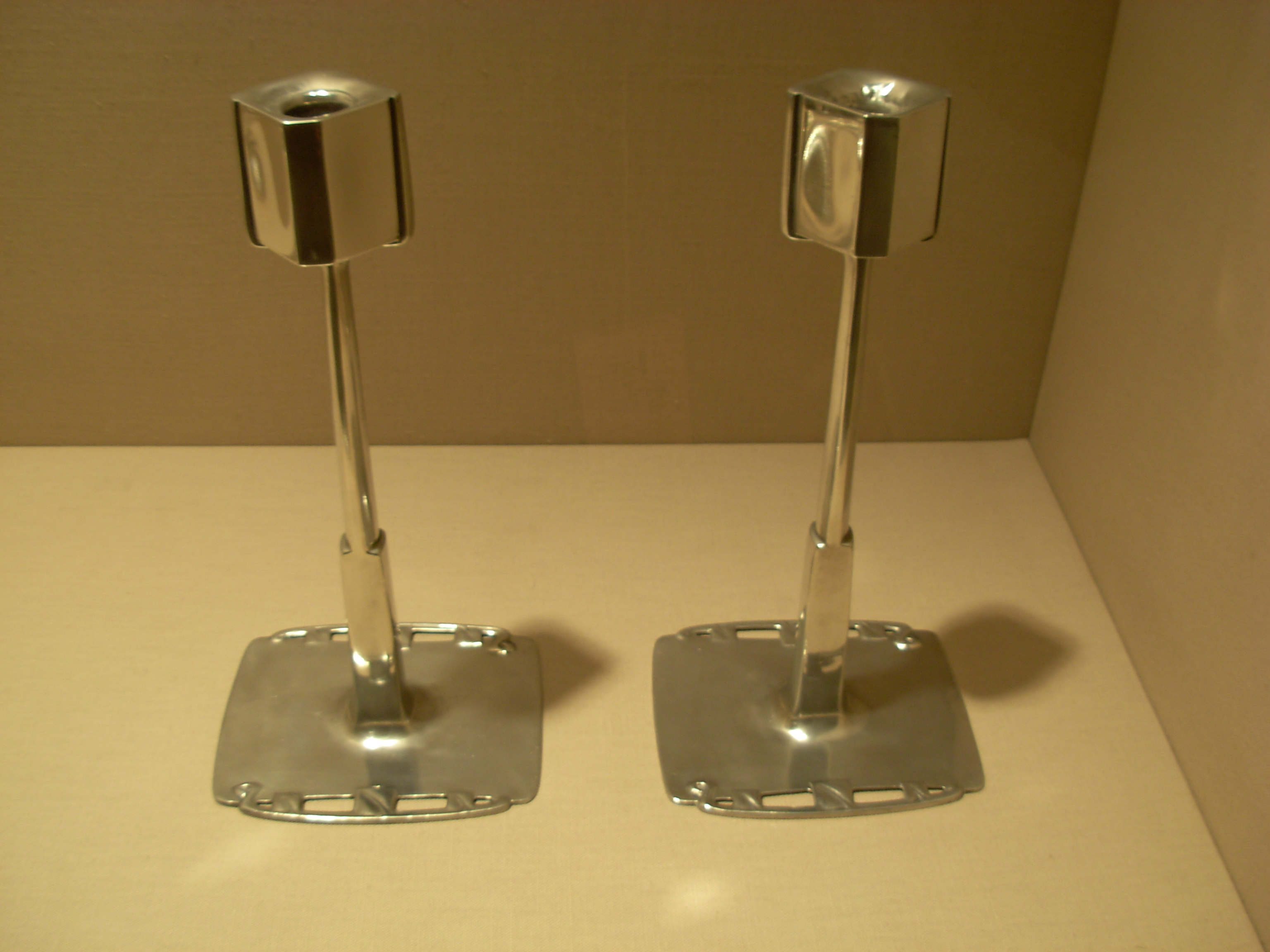
Bougeoirs signés Knox, Carnegie Museum of Art.

## Marché de l'art
Le 25 mai 2011, Sotheby's a vendu à Paris un miroir Cymric en argent, émail et acajou, réalisé en 1901 par l'artiste et édité par la maison Liberty & co, pour 115 000 €, le record mondial pour une œuvre de l'artiste aux enchères. 

## Note
1. 1 2  « Archibald Knox inspired by Manx landscape », BBC Isle of man, 17 novembre 2009.